# Christian Brade

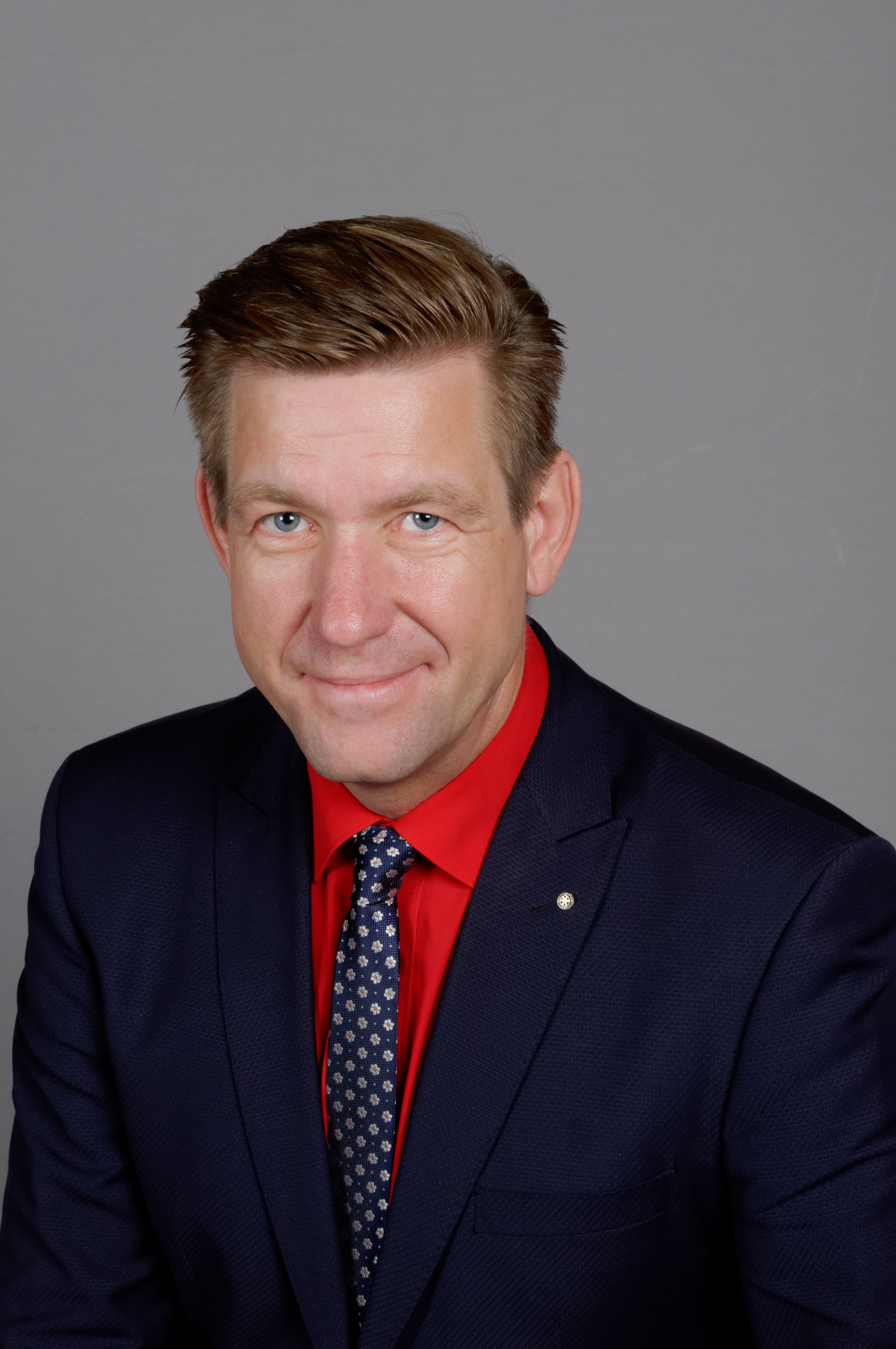
Christian Brade (2017)

Christian Brade (* 16. März 1971 in Schwerin) ist ein deutscher Politiker (SPD). Er ist seit 2016 Abgeordneter im Landtag von Mecklenburg-Vorpommern.

## Leben
Nach dem Realschulabschluss 1987 absolvierte Brade bis 1989 eine Lehre als Elektromonteur. Danach arbeitete er bis 1990 als Elektromonteur beim VEB Lederwaren. Von 1990 bis 2000 war er als Techniker und von 2001 bis 2003 als Vertriebsverantwortlicher bei einer Firma für Büromaschinen tätig. 2003 wurde er Gesellschafter und Geschäftsführer, 2020 schließlich Inhaber des Unternehmens. 

## Politischer Werdegang
Brade trat 1996 in die SPD ein. Er war von 1998 bis 2012 Mitglied der Gemeindevertretung von Banzkow und gehörte ab Juni 2006 dem Kreistag im Landkreis Parchim an. Im Zuge der Kreisgebietsreform wurde er 2012 Mitglied des Kreistags im Landkreis Ludwigslust-Parchim.
Bei der Landtagswahl 2016 gewann Brade das Direktmandat im Wahlkreis 31 (Ludwigslust-Parchim IV) mit 28,3 % und bei der Landtagswahl 2021 mit 35,1 % der Erststimmen. Er ist Mitglied des Innen- und des Sozialausschusses sowie Sprecher der SPD-Landtagsfraktion für Sport und Radverkehr.